# 益山新樹
益山 新樹（ますやま あらき、1957年8月3日 - ）は、日本の化学者。大阪工業大学第13代学長。工学博士（大阪大学）。近畿化学協会2020役員理事。
専門は、有機工業化学・有機合成化学。

## 略歴
1957年大阪府生まれ。1976年大阪教育大学教育学部附属高等学校天王寺校舎卒業。1980年大阪大学工学部応用化学科卒業。1982年同大学院工学研究科応用化学専攻博士前期課程修了。1989年大阪大学より工学博士の学位を取得。1995年大阪大学助教授を経て、1998年大阪大学大学院助教授。その間、ヘリオット・ワット大学化学科に留学、客員研究員（文部省在外研究員）も務めた。
2006年大阪工業大学工学部応用化学科教授に就任。教務部長、工学部長、常翔歴史館館長などを経て、2019年大阪工業大学第13代学長に就任。
主な所属学会は、日本化学会、アメリカ化学会(ACS)、有機合成化学協会、近畿化学協会、日本油化学会、アメリカ油化学会(AOCS)。
2012年10月10日に「サウジウィーク in 大阪」の一環として行われた共催シンポジウム「環境・再生可能エネルギーにおける日本とサウジアラビアの協力に向けて」で議長を務め、両国の学術交流に貢献している。

## 主な著書
- 現代有機工業化学（共著、化学同人2020、学術書）
- 界面活性剤・両親媒性高分子の最新機能(共著、シーエムシー出版2005、学術書）[6]
- 油脂・脂質・界面活性剤データブック：日本油化学会編（分担執筆、丸善出版2012、学術書）
- 第四版 油化学便覧：日本油化学会編（分担執筆、丸善出版2001、学術書）

## 主な受賞
- 大阪大学共通教育賞
- 第29回日本油化学会賞進歩賞
- 米国石鹸洗剤工業会 The Soap and Detergent Association Award
- 第33回油脂工業会館 油脂技術優秀論文賞（第1席）
- 日本油化学会功績賞（2025）[7]

## 主な研究
- 無機系酸化剤を用いる水中での高効率酸化反応システムの創製
- オゾン酸化を利用した過酸化物系界面活性剤の合成と利活用
- オレフィン二重結合を有する化合物からのエポキシ化合物製造法 - 公開特許公報2003-261553
- ジェミニ型化合物の創製 - 特願2020-001463
- アミド基を有する酒石酸由来のジェミニ型アニオン界面活性剤の合成と物性[8]
- バイオディーゼル燃料(BDF)製造時に副生するグリセロール有効活用法の開発
- 新規抗マラリア薬の開発に関する研究 - 医薬基盤研究所「保健医療分野における基礎研究推進事業」

応用化学の対外啓蒙活動では、社会人向けに近畿化学協会主催第35-39期研修塾塾頭として、企業幹部候補生の能力・知識向上のサポートを行っている。